# (430) Hybris
Pour les articles homonymes, voir Hybris (homonymie).
(430) Hybris est un astéroïde de la ceinture principale découvert par Auguste Charlois le 18 décembre 1897 à l'observatoire de Nice.
Il tire son nom de la divinité grecque Hybris, personnifiant le concept moral éponyme de l'Antiquité hellénique.